# Polidor (fill de Príam)

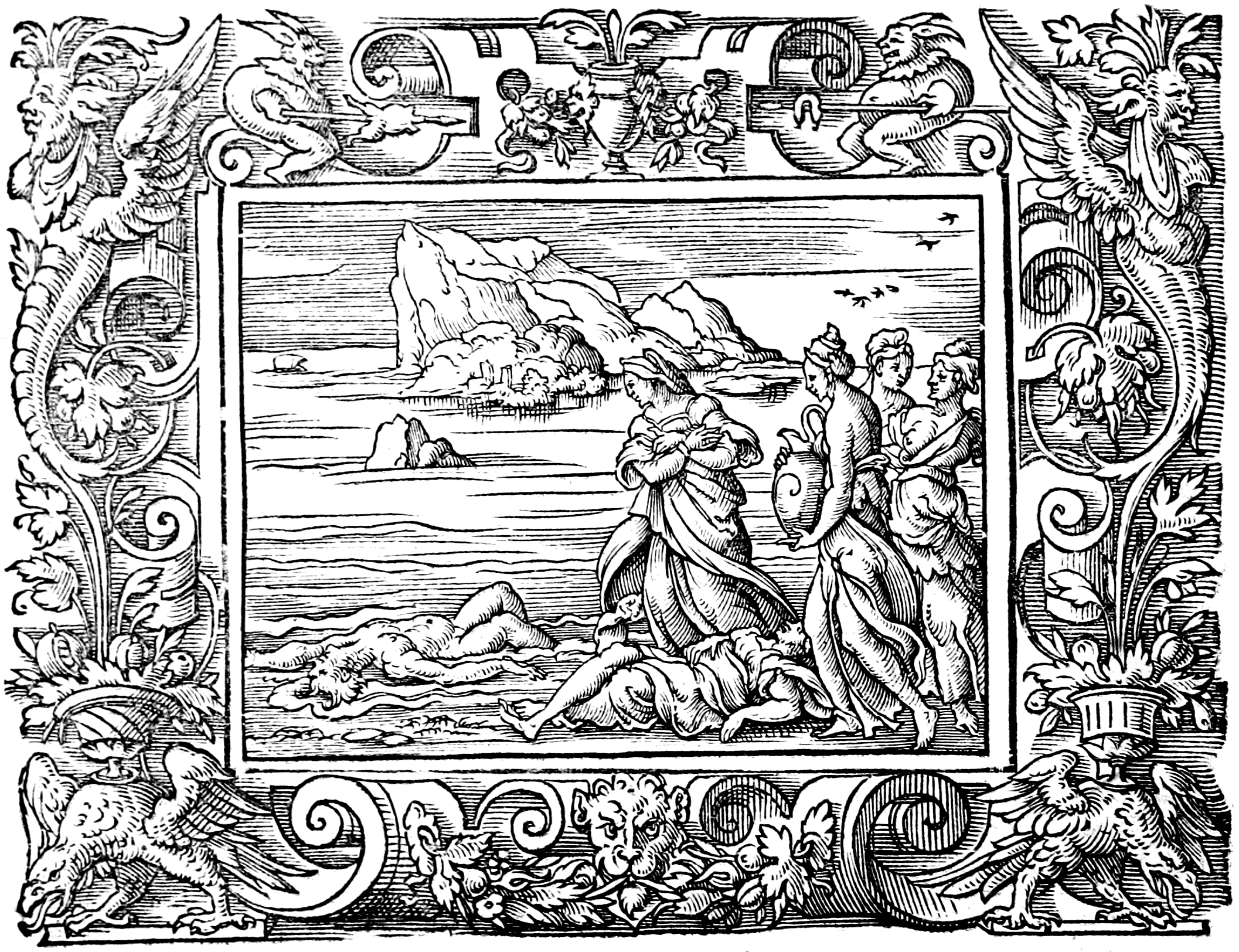
Hècuba troba el seu fill Polidor

Segons la mitologia grega, Polidor (en grec antic Πολύδωρος), va ser un príncep troià, fill de Príam. Per la seva mare existeixen diverses tradicions.
Una tradició el fa fill de Laòtoe, una de les dones de Príam. Com que era molt jove, arran de la guerra de Troia, el seu pare el va allunyar del camp de batalla. Però Polidor, confiant en la seva rapidesa corrent, va atacar Aquil·les, que el va matar. Polidor anava protegit amb una cuirassa de plata que Aquil·les li arrabassà després de matar-lo. Després de la mort del seu fill, Tetis va oferir aquest trofeu a Agamèmnon, com a regal. Aquesta és la versió que relata Homer a la Ilíada.
Posteriorment, en particular els tràgics i els poetes alexandrins i romans, Polidor és fill de Príam i Hècuba. Príam havia confiat Polidor, encara molt jove, al seu gendre, el rei de Tràcia Polimèstor, juntament amb rics tresors, destinats, si arribava el cas, a permetre que Polidor mantingués el seu rang si la guerra acabava malament pels troians. Però Polimèstor, que cobejava les riqueses, o bé per exigència dels grecs vencedors, va matar Polidor i va llençar el seu cadàver al mar, i les onades el van portar fins a les costes de la Tròade, quan una serventa d'Hècuba (o la mateixa reina) treia aigua per uns rituals funeraris per Políxena, sacrificada al damunt de la tomba d'Aquil·les. Hècuba va reconèixer el seu fill i va aconseguir que Agamèmnon li permetés enterrar-lo al costat de Políxena.
Virgili explica, en canvi, que Polimèstor va enterrar Polidor a la costa de Tràcia. Quan Eneas va arribar a aquesta regió, va tallar unes branques dels arbres que creixien sobre la seva tomba per guarnir amb elles un altar on celebrava un sacrifici. De les branques en van sortir gotes de sang. Una veu va anunciar a l'heroi que es trobava a l'indret on hi havia la tomba de Polidor, i que aquells arbres havien nascut de les javelines amb què l'havien travessat. La veu explicà a Eneas que l'assassí era Polimèstor. Eneas, que volia fundar una ciutat en aquell lloc, va retre honors fúnebres a Polidor i marxà de la regió.
Una altra tradició deia que Polimèstor havia lliurat Polidor a Àiax, el fill de Telamó, que havia saquejat el seu regne. Àiax i els grecs van voler fer servir el nen d'ostatge, i canviar-lo per Helena. Els troians no van acceptar el tracte, i Polidor va morir lapidat davant de les muralles de Troia, on el va recollir Hècuba.
Una altra versió que expliquen els tràgics, diu que Polidor no havia estat assassinat per Polimèstor, sinó que aquest, per error, havia matat el seu propi fill Deípil. Més tard, Polidor es va venjar del rei.